# Stele von Çiftlik

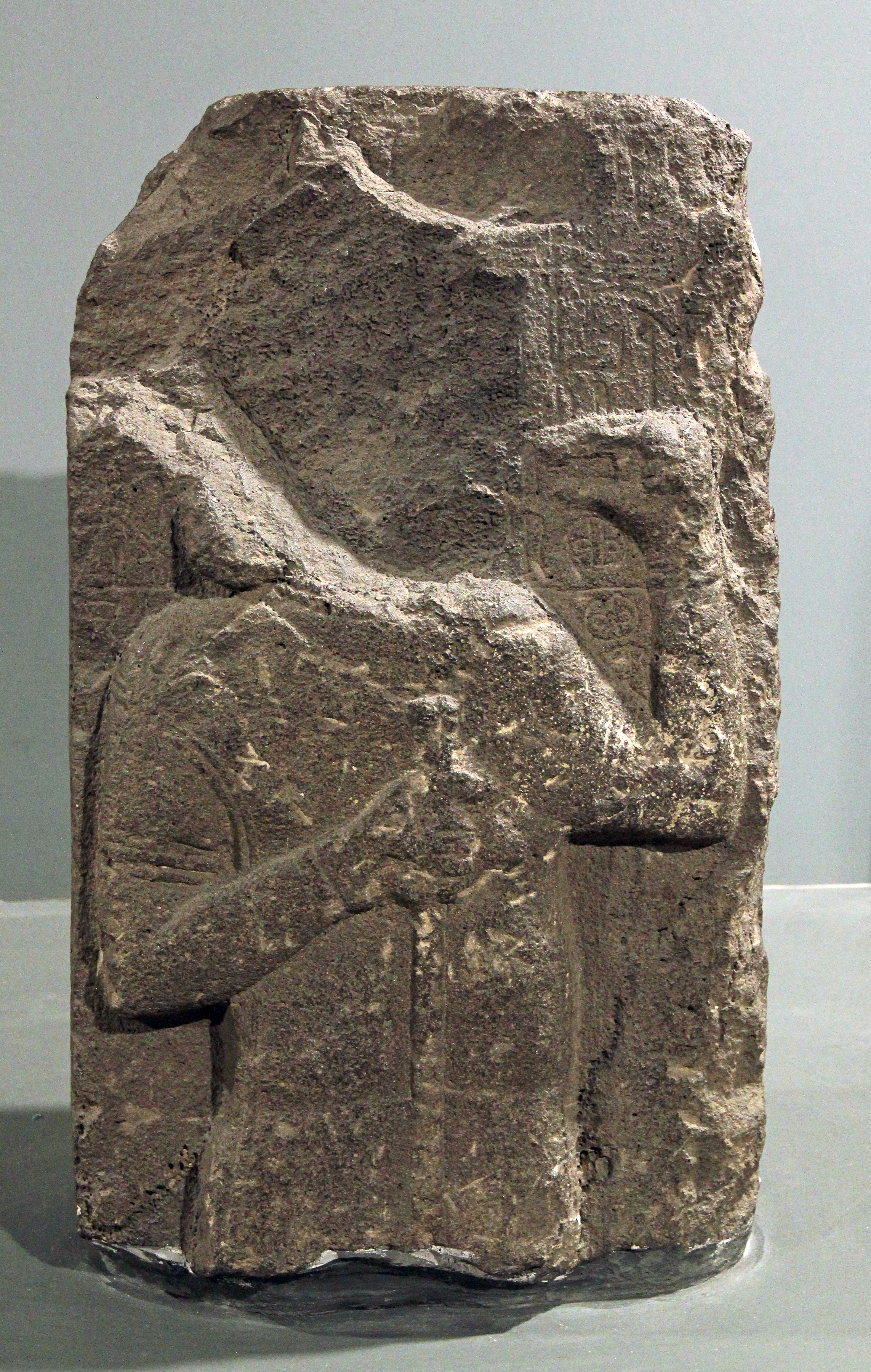
Stele von Çiftlik, Vorderseite

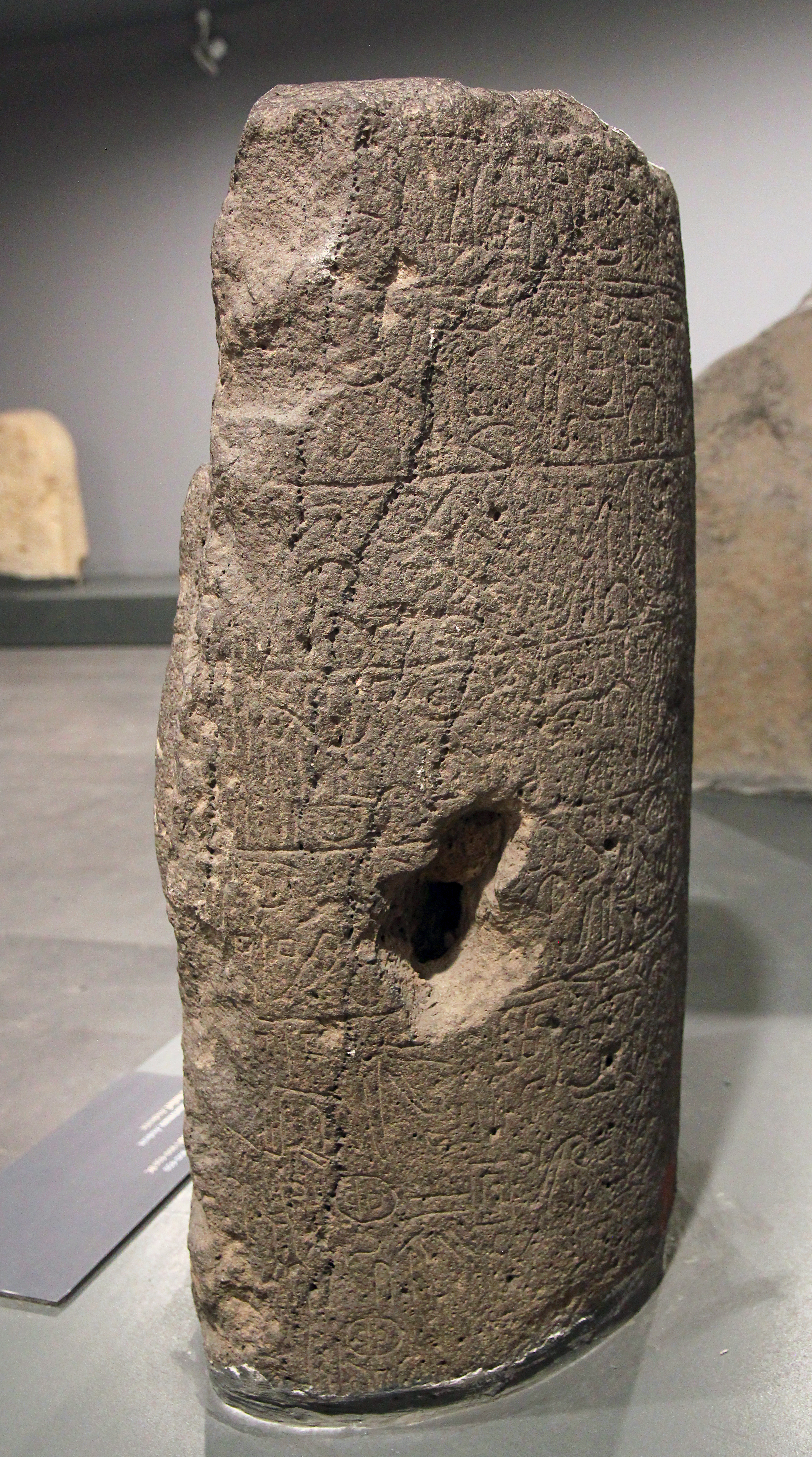
Stele von Çiftlik, Rückseite

Die Stele von Çiftlik ist eine späthethitische Stele aus der Zentraltürkei mit acht Zeilen einer Inschrift in luwischen Hieroglyphen. Sie wird dem Königreich Tabal zugerechnet, das in der ersten Hälfte des 1. Jahrtausends v. Chr. dort bestand, und in die Mitte des 8. Jahrhunderts v. Chr. datiert. Sie ist im Archäologischen Museum Kayseri ausgestellt und hat die Inventarnummer 11.

## Fund
Der polnisch-US-amerikanische Altorientalist Ignace Gelb wurde 1933 vom Direktor des Museums in Kayseri über den Fund im Privathaus eines Ömer Ağa im Ort Çiftlik informiert. Die Ortsangabe war „about half an hour’s distance (ca. 3 kilometers) from Eğriköy in the vilayet of Niğde“. Nach Angaben der Einheimischen sollte das Monument wie viele andere unbeschriebene Steine von einem hüyük (Hügel) nahe Eğriköy stammen. Aus Eğriköy kommt ebenfalls die Inschrift von Eğriköy. Die von ihm angemerkte Diskrepanz, dass Çiftlik in Niğde etwa 60 Kilometer von Eğriköy entfernt lag, erklärt sich daraus, dass der wirkliche Fundort der gleichnamige Ort Çiftlik, heute Ovaçiftlikköy, im Bezirk Yeşilhisar in der Provinz Kayseri war, der tatsächlich etwa zwei Kilometer südöstlich von Çiftlik liegt. Die Stele wurde im selben Jahr ins Museum von Kayseri verbracht. Gelb publizierte sie 1939, der deutsche vorderasiatische Archäologe Winfried Orthmann beschrieb 1971 die Skulptur. Der britische Hethitologe John David Hawkins nahm sie 2000 in sein Corpus of Hieroglyphic Luwian Inscriptions auf.

## Beschreibung
Die Stele hat einen halbzylindrischen Querschnitt und ist 0,71 Meter hoch und 0,43 Meter breit. Die Vorderseite zeigt im Relief den Oberkörper einer männlichen Figur, deren Kopf stark zerstört ist. Der Körper ist in hohem, sehr plastischem Relief gearbeitet, wobei die Formen der Gliedmaßen unter der Kleidung hervortreten. Das lange, gürtellose Gewand hat kurze Ärmel und an der Seite senkrechte Falten. Die rechte Hand hält vor dem Körper einen Stab, die linke ist nach oben angewinkelt und die Hand zeigt zum Mund. Damit ähnelt sie nach Hawkins der amu-figure, wobei amu das EGO-Zeichen („Ich“)  der luwischen Hieroglyphen bezeichnet, mit dem zahlreiche Texte eingeleitet werden. Daraus kann geschlossen werden, dass die Inschrift rechts des Kopfes beginnt, linksläufig hinter dem Kopf weitergeht, um dann über die halbrunde Rückseite zu verlaufen. Der restliche Text verläuft boustrophedon, das heißt, die Schreibrichtung wechselt zeilenweise, die unterste, achte Zeile schließlich ist weggebrochen. Wie weit die Inschrift ursprünglich weiterging, ist nicht feststellbar.
Verfasser des Textes ist ein „Diener“ des Herrschers Tuwatis, des Vaters des Wasusarma von Tabal, die sich beide Großkönig nannten. Gemeint ist wahrscheinlich ein lokaler Verwalter unter Tuwatis, sein Name und die Abstammung sind nicht lesbar. Er hat ein Gebäude errichtet und widmet es dem Wettergott Tarhunzas, der Ḫebat, Šarrumma und anderen Göttern. Da die Regierungszeiten von Wasusarma und Tuwatis ungefähr bekannt sind, kann die Stele in die Mitte des 8. Jahrhunderts v. Chr. datiert werden.